# 大戦略III グレートコマンダー
大戦略III グレートコマンダー (だいせんりゃくすりー グレートコマンダー)は、日本のゲームメーカー、システムソフトが開発、1989年6月に発売したパーソナルコンピュータ用ウォー・シミュレーションゲーム。大戦略シリーズの一つ。従来のターン制のデザインから、セミリアルタイム制となり、高度の概念も登場した。1990年に発売された改善・リメイク版である『大戦略III '90』(だいせんりゃくすりー ないんてぃ)についても本項で述べる。

## 概要
大戦略シリーズは従来、ヘクスで構成されたマップ上で数カ国が争い、国ごとに交替で現代兵器を現したユニット(駒)を動かし、戦闘などを行いつつ、敵国の首都を歩兵ユニットで占領するシステムであった。
本作『大戦略III グレートコマンダー』(以下グレートコマンダー)では1ターンを100カウントに細かく分割し、従来より非常に細かい頻度で処理を進行させ、プレイ感覚をリアルタイム進行に近づけるセミリアルタイム制を採用した。これにより、移動についての概念が「1ターンに何マス進めるか」から「1マス進むのに何カウントかかるか」と言ったものに変化したほか、強力な攻撃を行えるが攻撃間隔の長い兵器の存在と言った要素や、簡易な兵器は早急に生産されるが軍艦など巨大・精密な兵器の生産にはより時間を要するようになると言った要素も発生している。また海中、地海、低空、高空と言う高度の概念も導入され、1マスにつき高度の異なる最大4部隊のスタックが行えるようになった。敵の首都を占領する以外に、爆撃等の手段で耐久力をゼロにしてもその陣営は敗北となり、兵器ユニットは消滅し占領していた都市は中立となる。
操作系としては従来は自軍の部隊全てをプレイヤーが毎ターン細かく手動で操作していたものが、グレートコマンダーでは各部隊に予め命令を与えておき、あとは各部隊がいわば自律的に命令に従って行動を行う形態に改められた。
これらの要素によりゲーム進行はかなり「現実的」となった。
その他マップサイズは128ヘクス×128ヘクスと広大なものとなり、登場する兵器は252種類。最大4か国戦で争われ、同時には最大で256部隊がゲームに存在できる。また1部隊に4種までの兵器を混在させ、例えば歩兵を戦車が護衛するかのような「混成部隊」を作成できるようになった。
なお地形については、グレートコマンダーには部隊配置などに必要な金銭を供給する従来よりの都市のほか、資源としての燃料の概念があるため精油所があり、また兵器生産のための工業力を供給するための工場も登場する。工業力が潤沢に供給されていれば、部隊の生産速度は向上する。また地上部隊を運用するための基地、航空機とヘリコプターを運用するための空港、艦船を運用するための港のほかに後述の索敵で重要となるレーダー基地も登場している。各都市にはその種類ごとに兵器ユニットに対する補給や修理・補充能力が与えられており、都市は地上ユニットと短距離離陸垂直着陸機・ヘリコプターに補給を、基地は地上ユニットに補給・修理・補充を、空港は航空機とヘリコプターに補給・修理・補充を、港は艦船に補給・修理・補充を、レーダー基地は短距離離陸垂直着陸機・ヘリコプターに補給・修理・補充を、行えるといったふうに細分化されていた。補給を行うだけであれば最寄りの都市に立ち寄ればよいだけだが、損耗した部隊に補充を行う必要があると基地まで後退させる必要があるなど、戦術的に複雑な要素となった。また旧バージョンの大戦略シリーズでは、生産した兵器ユニットを新しく配備できるのは首都付近に限定されていたが、グレートコマンダーでは首都から離れていても耐久度がフル回復している基地・レーダー基地と空港に最初から配備することが可能となり、前線まで兵器をえんえんと移動させる手間と時間を掛ける必要がなくなった。各都市は0から15の耐久力を持ち、敵の占領を受けつつあったり爆撃などの攻撃を受けると耐久力が下がっていく。耐久力がゼロとなった都市は占領中であれば占領され、破壊された場合は中立となる。耐久力は1ターン進む時点で+1回復するので、あまりに少数の歩兵で占領を行っているといつまでたっても占領できないこともありうる。耐久力の状態は、前述の補給や補充能力にも影響し、耐久力が低い状態では補給も補充も行えず、一定回復すると補給のみ可能に、さらに回復すると補充も可能になる。
輸送や搭載についても詳細なルール化が行われた。C-5 ギャラクシーのような大型輸送機には主力戦車を含むすべての地上部隊ユニットを搭載可能であるが、小型輸送機では歩兵ユニットかM551シェリダンのような空挺可能兵器しか搭載できない。輸送機への積み下ろしは基本的に空港でしか行えないが、小型輸送機に空挺兵か空挺可能兵器を搭載した時のみ、任意の陸上で降下させることが可能。また輸送艦は一度に大量の地上部隊ユニットを海上輸送可能だが積み下ろしは港でしか行えない。揚陸艦であれば浅瀬で地上部隊ユニットを上陸させることも可能。強襲揚陸艦は揚陸艦としての機能に加え、短距離離陸垂直着陸機とヘリコプターを着艦させて補給を行う能力も併せ持つ。
視界と索敵の概念も取り入れられ、自陣営の都市と兵器ユニットが持つ視界の外に存在する敵ユニットを視認したり攻撃を加えたりすることができなくなった。思いがけない地点から突如、敵の侵攻を受けたり、こちらから視認できていないが敵からはこちらのユニットが視認できていて一方的に攻撃されるといった状況も発生するようになった。視界はユニットごと・都市種類ごとに海中・地海・低空・高空の4高度それぞれの半径が数値化されており、戦車や歩兵は全高度あまり広い視界を持たず、偵察戦闘車と偵察機は地海に広めの視界を持つ、戦闘機やイージス艦・早期警戒機・レーダー基地は高空に特に広い視界と低空に広い視界を持つ、対潜哨戒機は海中に広い視界を持つといった性格づけがされていた。したがって、有利に攻略を進めるためには、直接的な攻撃能力が乏しい偵察能力に特化した兵器ユニットを生産配備する必要性も生まれた。マップの画面表示機能においても、現在の自軍の視界範囲外を分かりやすく暗く表示する機能があり、どの高度の視界を基準で表示するか選択できた。
システムソフトによればグレートコマンダーは6万本程度を出荷したと言う。

## 大戦略III '90
1990年10月に発売された、『大戦略III グレートコマンダー』の強化・改良版。「グレートコマンダー」を「'90」に書き換えるための『大戦略IIIパワーアップキット』も同時発売され、その後にはマップエディタ付きのマップコレクションも発売されている。
グレートコマンダーは画期的なゲームであったが、BASICで作成されていたこともあり、当時のパーソナルコンピューターのマシンパワー(全体的な処理能力)では荷が重かった。
神崎祥生が『マイコンBASICマガジン』誌上で行ったレビューによれば、80286(10MHz)CPUを搭載したPC-286V(PC-9801シリーズ互換機)でグレートコマンダーを動作させたところ、ゲームの仕様上はプレイヤーは126部隊まで運用できるところ、50-60部隊を出すと最早リアルタイムゲームであるとは思えないほど低速になる、ほとんど絶え間なくフロッピーディスクドライブをアクセスしている、1ターン(100カウント)進めるのに1時間ほどかかるなどと言った状態で、後年の『システムソフトのエンスー学館』でも、夜に命令を与えたものが朝までに決着が付かない、プログラマーがN88-BASICの限界を知った、などと紹介されていた。
'90ではプログラムはC言語で作成され、MS-DOS上で動作する仕様に改められた。これにより動作速度が格段に向上した。さらに一部のカウントをまとめて処理することでも処理を高速化。また生産についてはグレートコマンダーではコンピュータが各兵器に自動的に工場を分配していたものが、プレイヤーによる指定が可能となり、任意の兵器の大増産などが行えるようになった。
敵国を操作するコンピュータの思考ルーチンについても、ゲームシステムの大幅な変更により従来のノウハウを継ぐことができず、優秀とは言えないものであったが、'90では戦場全体を見渡し全体的な方策を策定する「戦略アルゴリズム」と、各部隊の具体的行動を策定する「戦術アルゴリズム」に階層化され、強化された。
反面、プレイヤーが部隊に与えられる命令は、従来広域的な「作戦命令」と細かな「行動命令」に分けられていたものが「作戦命令」に一本化され、操作が簡便になった。これは例えば戦闘については「行わない / 積極的 / 普通 / 消極的」から選択し、「移動」については敵国の建物の方向に移動する、などを組み合わせるものである。
また、新しく生産された部隊に対してのデフォルトの行動命令を設定できるようにもなり、さらに基本的なプレイに必要な9種のプリセット命令が用意された。
その他インターフェイスの改善、歩兵の占領機能を持った輸送ヘリ・輸送車の導入、日本語入力システム「VJE-β」のサブセット版の搭載による部隊名・ユーザー定義作戦名の命名機能の追加などの改善がなされ、スタックについてもグレートコマンダーでは「海中」「地海」「低空」「高空」ごとに1部隊まで、最大4部隊までと制限されていたものが、'90では高度問わず最大4スタックまでと制限が緩和され、部隊の渋滞が起こりにくくなった。